# Pietro Rescigno
Pietro Rescigno (Salerno, 15 gennaio 1928) è un giurista e avvocato italiano.

## Biografia
Pietro Rescigno, professore emerito di diritto civile alla Sapienza - Università di Roma, è uno dei maggiori giuristi italiani. Laureatosi in giurisprudenza all'Università di Napoli nel 1948, allievo di Francesco Santoro-Passarelli e di Alessandro Graziani. Si è perfezionato all'università di Cambridge (1950-51) e in quella di Tubinga (1953), sotto la guida di Rolf Serick. Seguiranno periodi di studio all'università di Heidelberg. Prima assistente volontario, poi ordinario, infine professore incaricato, nel 1950 ottiene la libera docenza e nel 1952 vince il concorso a cattedra, per essere poi chiamato nella Facoltà di giurisprudenza dell'Università degli Studi di Macerata. Confermato in ruolo nel 1958, passa all'ateneo di Pavia, nel 1960 a quello di Bologna e nel 1970 è chiamato all'università La Sapienza di Roma, sempre alla facoltà di giurisprudenza, e conclude la sua carriera accademica nel 2005, anno in cui è nominato professore emerito. In quelle facoltà ha insegnato istituzioni di diritto privato e diritto civile, tenendo anche corsi presso le scuole di specializzazione. Ha anche tenuto corsi, conferenze e seminari in altre Università italiane ed europee e in America Latina.
Rescigno ha contribuito allo sviluppo degli studi in moltissimi campi del diritto civile che assumono rilievo per la scienza giuridica nel suo complesso (teoria generale, persone fisiche e giuridiche, matrimonio e famiglia, obbligazioni, contratto, successioni, proprietà e diritti reali). Si segnala in particolare la sua attenzione agli studi delle società intermedie e dei diritti della persona, con costante riferimento alla realtà sociale sottostante agli istituti giuridici e alla comparazione tra gli ordinamenti, offrendo un apporto rilevante alla costruzione del pluralismo sociale in Italia.
Accademico dei Lincei, membro dell'Accademia delle scienze dell'Istituto di Bologna, dell'Istituto veneto di scienze, lettere ed arti, dell'Accademia Pontaniana di Napoli, dell'Istituto lombardo di scienze e lettere, dell'Accademia Peloritana di Messina, dell'European Academy, dell'Associazione Italiana dell'Arbitrato (A.I.A.), di cui presiede il Consiglio scientifico. Presidente del Comitato scientifico dell'Istituto italiano per gli studi filosofici di Napoli. Membro dal 1990 al 2006 del Comitato Nazionale per la Bioetica. Già presidente dell'Irsi (Istituto di ricerche sullo Stato e le istituzioni) della Cisl; componente della Consulta legale della Società Italiana degli Autori ed Editori, ha fatto parte di commissioni e comitati scientifici presso il Ministero di Grazie e Giustizia e presso altre organizzazioni statali e internazionali. Dal 1951 esercita con notevole successo la professione di avvocato.
Autore o curatore di innumerevoli pubblicazioni, fra cui due fondamentali trattati in oltre venti volumi: il Trattato di diritto privato e il Trattato dei contratti (quest'ultimo diretto insieme a Enrico Gabrielli), entrambi editi dalla UTET, la più antica casa editrice italiana.
Le prime due monografie giovanili di Pietro Rescigno (Incapacità naturale e adempimento del 1950 e Interpretazione del testamento del 1952) e poi la terza (Studi sull'accollo del 1958) ancora oggi rappresentano riferimenti essenziali e altissimi della scienza e della pratica del diritto. Oltre a innumerevoli altri studi è stato autore di un Manuale di diritto privato (la prima edizione è del 1973) che per molti anni ha rappresentato uno tra i testi più brillanti e intellettualmente stimolanti fra quelli in circolazione. Affiancandosi alla pur nutrita manualistica sopravvenuta con un metodo per più aspetti innovativo (tra cui la considerazione del significato della Carta costituzionale per gli istituti privatistici), il manuale del Rescigno, anziché fornire una pedissequa esplicazione degli istituti giuridici previsti dal diritto positivo, offre un originale disegno della materia ricco di riflessioni e spunti. Costantemente aggiornato fino al 2000, esso ha rappresentato un punto di riferimento culturale per studenti e studiosi, che trovano le motivazioni che hanno indotto il legislatore italiano a disciplinare i rapporti fra i privati e una riflessione critica degli istituti in vigore.
Fondatore e direttore dei Quaderni del pluralismo.
Condirettore delle riviste: Rivista di Diritto Civile, Giurisprudenza Italiana, Rivista di Diritto Commerciale, Il Diritto dell'Informazione dell'Informatica, Gius, Rivista Critica di Diritto Privato. Direttore della Biblioteca di Diritto Privato, della Sezione Civile della Enciclopedia Giuridica dell'Istituto dell'Enciclopedia Italiana, del Trattato di Diritto Privato, del Trattato dei contratti con Enrico Gabrielli.
Direttore delle collane: Biblioteca di Diritto Privato, Legislazione Economica, Diritto e problemi contemporanei, Momenti del pensiero giuridico moderno, Osservatorio di leggi e di attualità giuridiche, Quaderni del notariato.
Tra i suoi allievi, Angelo Luminoso, Cosimo Marco Mazzoni, Pietro Perlingieri, Michele Sesta, Giovanna Visintini, Andrea Zoppini.
È stato insignito di numerosi riconoscimenti in Italia e all'estero, fra cui la laurea honoris causa in giurisprudenza dell'Università di Bologna nel 2001 e la nomina a professore honoris causa delle Università San Marcos di Lima e Externado di Bogotà.

## Vita privata
È sposato con Egeria Di Nallo, nota sociologa italiana, già professoressa ordinaria presso l'Alma Mater Studiorum - Università di Bologna.

## Opere principali
- Incapacità naturale e adempimento (1950)
- Interpretazione del testamento (1952)
- Studi sull'accollo (1958)
- I sindacati nello Stato moderno (1965)
- Persona e comunità (1966, rist. 1987)
- Manuale del diritto privato italiano (1973, ultima ed. 2000)
- Persona e comunità, II (1988)
- Introduzione al codice civile (1991, 4ª ed.1994)